# Église Saint-Valentin de Guilers
L’église Saint-Valentin de Guilers est une église située à Guilers, en France. C’est la seule église dédiée à saint Valentin en Bretagne.

## Localisation
L'église est située dans le département français du Finistère, sur la commune de Guilers. L'église est rattachée à la Paroisse Brest Sainte Trinité.

## Histoire
L'église  a été reconstruite en 1884 à l'exception de la tour, qui date de 1762, et du porche qui est de 1601.
Le haut du clocher a été détruit en 1944 et restauré en 1958.

## Description
Le saint patron de l'église est saint Valentin. Ce saint est fêté le 14 février.
L'église est en forme de croix latine.